# Bilaspur (ciutat)
|  | Aquest article tracta sobre sobre la ciutat de Bilaspur a Chhattisgarh. Si cerqueu per la ciutat homònima a l'estat d'Himachal Pradesh, vegeu «Bilaspur (ciutat d'Himachal Pradesh)». |

Bilaspur és una ciutat de l'estat de Chhattisgarh, a l'Índia, capital del districte de Bilaspur. Té una població de 265.178 habitants (2001) i amb la rodalia de 330.291. La cort suprema de l'estat té seu a la ciutat. està situada a la riba del riu Arpa.

## Llocs interessants a la ciutat i rodalia
- Giraudhpuri
- Sirpur i Malhar
- Tala
- Temple de Pali
- Temple de Lakshmaneswar a Kharod
- Sheorinarayan amb temple de Rama
- Cova de Singhpur
- Bhoramdeb, un conjunt estil Khajuraho